# Благой Страчков
Благой Миланов Страчков(ски) е югославски партизанин, деец на комунистическата съпротива във Вардарска Македония.

## Биография
Роден е на 29 февруари 1920 година в град Велес. През 1940 година влиза в СКМЮ и ЮКП. От декември 1941 година е секретар на Местния комитет на СКМЮ, а след това и член на Местния комитет на ЮКП за Велес. Подпомага разрастването на Велешко-прилепският партизански отряд Димитър Влахов. Излиза в нелегалност през септември 1942 година и се включва в отряда, където става комисар на чета. Хванат е от българската полиция в сражение и убит.